# ECOS
ECOS est un  magazine australien consacré aux problèmes environnementaux qui publie des articles sur la recherche en matière de développement durable et sur divers sujets concernant l’Australie et la région Asie-Pacifique. Il est publié tous les deux mois en ligne par le CSIRO.
ECOS a été fondé in 1974. En 2000, le magazine a remporté le Banksia Award for Communication. Jusqu'en mai-juin 2011, le magazine avait également une version papier.

### Traduction
- (en) Cet article est partiellement ou en totalité issu de l’article de Wikipédia en anglais intitulé « ECOS (CSIRO magazine) » (voir la liste des auteurs).